# Valdelageve
Valdelageve é um município da Espanha na província de Salamanca, comunidade autónoma de Castela e Leão, de área 16,35 km² com população de 97 habitantes (2007) e densidade populacional de 6,90 hab/km².

## Demografia
| Variação demográfica do município entre 1991 e 2004 | Variação demográfica do município entre 1991 e 2004 | Variação demográfica do município entre 1991 e 2004 | Variação demográfica do município entre 1991 e 2004 |
| --------------------------------------------------- | --------------------------------------------------- | --------------------------------------------------- | --------------------------------------------------- |
| 1991                                                | 1996                                                | 2001                                                | 2004                                                |
| 151                                                 | 136                                                 | 126                                                 | 112                                                 |